# Linter (Belgien)
Linter ist eine Gemeinde in der niederländischsprachigen Provinz Flämisch-Brabant in Belgien. Sie ist eine Fusion aus sieben kleineren Ortskernen, die 1977 zur Gemeinde Linter zusammengefasst wurden. Diese Ortskerne sind Drieslinter, Melkwezer, Neerhespen, Neerlinter, Orsmaal-Gussenhoven, Overhespen und Wommersom.

## Wappen
Beschreibung: Im Silber-Blau gevierten Schild ein roter rotbezungter Löwe mit goldener Krone und daneben ein silberner gespornter Stiefel.

## Gemeindepartnerschaft
Seit 1991 besteht eine Gemeindepartnerschaft mit der rheinland-pfälzischen Gemeinde Mehring (Mosel).

## Persönlichkeiten
- Joos van Craesbeeck (ca. 1605–1654/1661), Maler
- Alfons Schepers (1907–1984), Radrennfahrer